# Harrisia
Harrisia Britton è un genere di piante succulente della famiglia delle Cactacee.

## Tassonomia
Il genere comprende le seguenti specie:
- Harrisia aboriginum Small ex Britton & Rose
- Harrisia adscendens (Gürke) Britton & Rose
- Harrisia bonplandii (J.Parm. ex Pfeiff.) Britton & Rose
- Harrisia brookii Britton
- Harrisia caymanensis A.R.Franck
- Harrisia divaricata (Lam.) Backeb.
- Harrisia earlei Britton & Rose
- Harrisia eriophora (Pfeiff.) Britton
- Harrisia fernowii Britton
- Harrisia fragrans Small ex Britton & Rose
- Harrisia gracilis (Mill.) Britton
- Harrisia martinii (Labour.) Britton
- Harrisia pomanensis (F.A.C.Weber ex K.Schum.) Britton & Rose
- Harrisia portoricensis Britton
- Harrisia regelii (Weing.) Borg
- Harrisia taetra Areces
- Harrisia tetracantha (Labour.) D.R.Hunt
- Harrisia tortuosa (J.Forbes) Britton & Rose